# رودلف هيس
رودلف هيس (بالإنجليزية: Rudolf Hess)‏ هو نحات ورسام أمريكي، ولد في 31 يناير 1903 في Valley Ford, California ‏ في الولايات المتحدة، وتوفي في 9 نوفمبر 1986 في ساكرامنتو في الولايات المتحدة.